# Prolepsis chalcoprocta
Prolepsis chalcoprocta là một loài ruồi trong họ Asilidae. Prolepsis chalcoprocta được Loew miêu tả năm 1866. Loài này phân bố ở vùng Tân nhiệt đới.